# 앵발리드

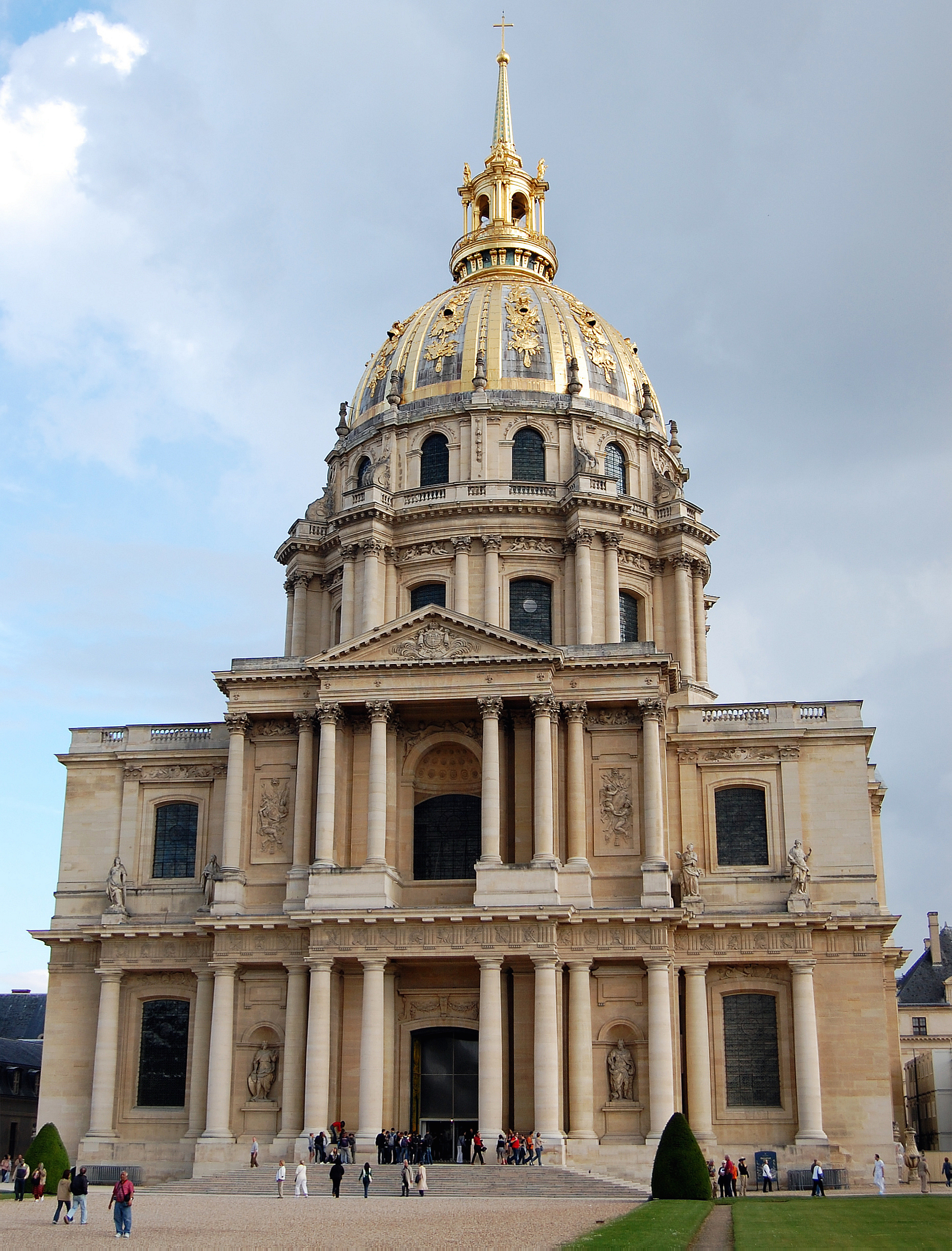
앵발리드

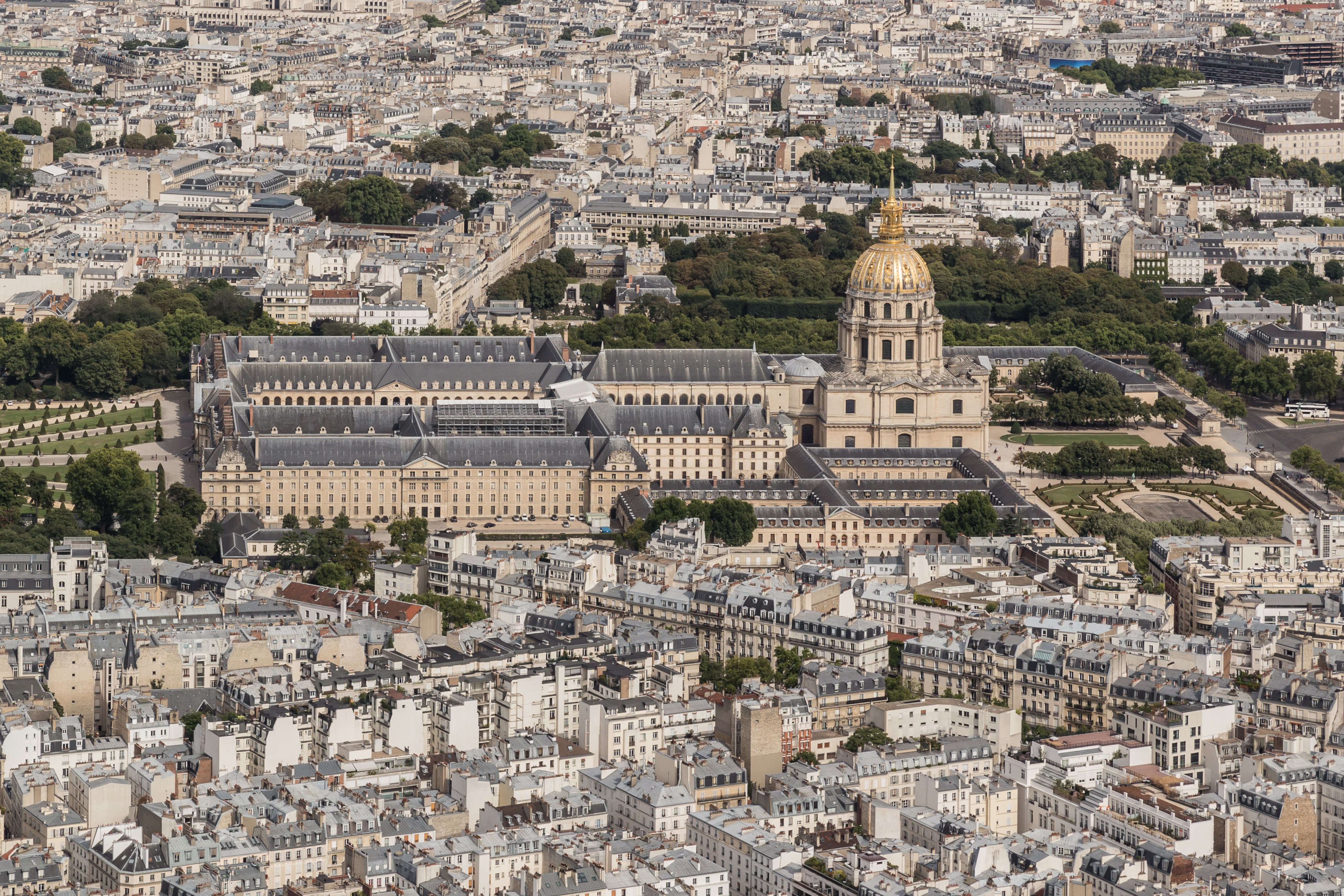

앵발리드(Invalides)는 프랑스 파리의 역사적 건축물 중 하나이다.

## 역사
1671년 루이 14세가 부상병을 간호하는 시설로 계획하고 리베랄 브뤼앙(Libéral Bruant)이 디자인을 지휘하여 1674년부터 부상병들이 간호를 받기 시작하였다. 교회의 건설은 1677년에 시작되었고, 1706년에 완성했다. 돔 교회의 지하 묘소에는 프랑스 황제 나폴레옹 1세의 관이 중앙에 놓여있다. 또한, 주위에 나폴레옹의 친족이나 프랑스의 유명한 장군의 묘가 놓여있다. 박물관은 매일 오전 10시부터 오후 6시까지 개장한다.

### 올림픽 경기장
2024 파리 올림픽에서 양궁, 로드 사이클, 마라톤 경기가 진행되었다.

## 같이 보기
- 샌프란시스코 시청사
- 부에노스아이레스 대성당